# José María Alonso-Vega Suárez
José María Alonso-Vega Suárez (Oviedo, 10 de març de 1931 - 3 de gener de 2007) fou un advocat i polític asturià, senador per Astúries en la Legislatura Constituent.

## Biografia
Va estudiar el batxillerat en l'Institut Alfons II d'Oviedo i la carrera de Dret en la Universitat d'Oviedo, rebent el premi extraordinari el 1953. Advocat en exercici des de 1955, fou membre del Cos Tècnic de l'Administració Civil de l'Estat i de la Junta de Govern del Col·legi d'Advocats d'Oviedo. Membre del Patronat de l'Institut de Ciències de la Religió de la Universitat d'Oviedo. Membre d'Acció Catòlica des de 1945, després milità a Izquierda Demócrata-Cristiana i en el Partit Popular Demòcrata Cristià (PPDC). Professor d'Hisenda Pública a Oviedo (1955-1963), vicepresident del Tribunal Tutelar de Menors i assessor jurídic de Ferrocarrils de Via Estreta (FEVE).
Membre del Partit Demòcrata Cristià, a les eleccions generals espanyoles de 1977 fou senador per Astúries per la UCD. Fou secretari segon de la Comissió d'Obres Públiques i Urbanisme, Transports i Comunicacions del Senat d'Espanya.
Fou secretari provincial d'urbanisme de 1962 a 1980. Després es dedicà a exercir d'advocat. Va morir d'un infart a Oviedo el 3 de gener de 2007.